# ثيودور ستيرنبيرغ
ثيودور ستيرنبيرغ (بالألمانية: Theodor Hermann Sternberg)‏ هو أستاذ جامعي وقانوني وفيلسوف ألماني، ولد في 5 يناير 1878 في برلين في ألمانيا، وتوفي في 18 أبريل 1950 في طوكيو في اليابان.